# Cicynethus peringueyi
Cicynethus peringueyi är en spindelart som först beskrevs av Simon 1893.  Cicynethus peringueyi ingår i släktet Cicynethus och familjen Zodariidae. Inga underarter finns listade i Catalogue of Life.